# Сорокин, Алексей Семёнович
Алексей Семёнович Сорокин (29 апреля 1923, Большие Поляны, Нижегородская губерния, СССР — 14 июня 1971, Днепропетровск, СССР) — участник Великой Отечественной войны, командир орудия, старшина, Герой Советского Союза.

## Биография
Родился 29 апреля 1923 года в селе Большие Поляны ныне Большеболдинского района Нижегородской области в семье крестьянина. Русский. Окончил 5 классов. Работал в колхозе.
В апреле 1942 года был призван в Красную Армию Большемаресьевским райвоенкоматом. С мая того же года на фронте, стал наводчиком миномёта. В августе в боях под Ржевом был ранен и два месяца находился в госпитале. Вернувшись на фронт, воевал в составе 1343-го стрелкового полка, уже наводчиком орудия. Сражался на Курской дуге, в Белоруссии, Польше, Восточной Пруссии. В 1944 году вступил в ВКП(б). Особенно отличился осенью 1944 года в Польше при форсировании реки Нарев.
3 сентября 1944 года в бою в районе деревни Рынек (северо-западнее города Острув-Мазовецка, Польша) старшина Сорокин со своим расчётом участвовал в прорыве обороны противника. Умело управлял огнём орудия, уничтожил 8 пулемётных точек с расчётами, миномётную батарею, 2 орудия и группу вражеских солдат, чем способствовал выполнению боевой задачи стрелковым подразделением. 4 сентября в числе первых в полку преодолел реку Нарев в районе населённого пункта Дворске (Макувский уезд), огнём обеспечил переправу других подразделений полка.
Указом Президиума Верховного Совета СССР от 21 февраля 1945 года за образцовое выполнение боевых заданий командования на фронте борьбы с немецко-фашистскими захватчиками и проявленные при этом мужество и героизм старшине Сорокину Алексею Семёновичу присвоено звание Героя Советского Союза.
В марте 1947 года старшина артиллерийского дивизиона Сорокин был уволен в запас.
Жил в Днепропетровске. В 1968 году окончил Днепропетровский технолого-экономический техникум, работал директором Центрального рынка города. Скончался 14 июня 1971 года. Похоронен в Днепропетровске на Аллее Героев Запорожского кладбища.

## Награды
- Герой Советского Союза № 6108 (21 февраля 1945);
- орден Ленина (21 февраля 1945);
- орден Красного Знамени (28.09.1944);
- орден Отечественной войны 1-й степени (14.03.1945);
- орден Отечественной войны 2-й степени (26.07.1944);
- орден Красной Звезды (21.04.1944).
- медали